# Козино (Курганская область)
Козино — деревня в Щучанском районе Курганской области. Входит в состав Нифанского сельсовета.

## История
До 1917 года входила в состав Сухоборской волости Челябинского уезда Оренбургской губернии. По данным на 1926 год состояла из 286 хозяйств. В административном отношении входила в состав Щучанского сельсовета Щучанского района Челябинского округа Уральской области.

## Население
| 1989 | 2002 | 2010 |
| ---- | ---- | ---- |
| 509  | ↘427 | ↘351 |

По данным переписи 1926 года в деревне проживало 1302 человека (634 мужчины и 668 женщин), в том числе: русские составляли 100 % населения.